# Thermoregulatie

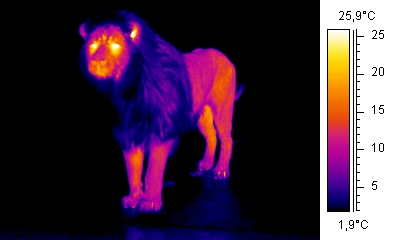
Een thermografische opname van een leeuw. Goed te zien is dat op plaatsen waar meer haar zit, minder warmte wordt afgegeven

Thermoregulatie is het vermogen van een organisme om de lichaamstemperatuur te handhaven. Sommige organismen doen dit direct door zelf warmte te produceren of af te geven (warmbloedig). Andere organismen doen dit indirect door op te warmen in de zon, en af te koelen in de schaduw (koudbloedig). Ieder organisme heeft een ideale temperatuur, en een onder- en bovengrens. Als het organisme deze grenzen overschrijdt kunnen de vitale lichaamsfuncties afnemen als het te heet (hyperthermie of oververhitting) of juist te koud wordt (hypothermie of onderkoeling).

## Soorten thermoregulatie
Thermoregulatie kan geschieden door biologische aanpassingen als zweetklieren of door het gedrag aan te passen, bijvoorbeeld een slang die op een steen een zonnebad neemt, maar eronder zal kruipen als het te heet wordt. Er zijn verschillende manieren om warmte op te nemen of af te staan, deels reguleerbaar:
- geleiding of conductie: het direct opnemen van warmte van, of afgeven aan de omgeving, doordat warmte stroomt van warm naar koud; dit wordt versterkt als het materiaal stroomt, omdat er dan steeds weer nieuw warm of koud materiaal is
- straling of radiatie: de opname van warmte door binnenkomende straling van voorwerpen, mensen en dieren die warm zijn, en afgifte van warmte door uitgaande straling door eigen warmte
- stroming of convectie: opname en afgifte van warmte 
  - verdamping of evaporatie: afgifte door het verdampen van water door zweten, hijgen, de vacht wassen met speeksel of urohidrosis

## Constante en niet-constante lichaamstemperatuur
Het is niet zo dat de lichaamstemperatuur van een warmbloedig organisme hoger is dan die van een koudbloedig organisme. Warmbloedig betekent dat een organisme zelf warmte produceert om een constante lichaamstemperatuur te handhaven. Koudbloedigen hebben een meer fluctuerende lichaamstemperatuur en een daarmee gepaard gaande hogere temperatuurstolerantie. Tegenwoordig worden hier ook wel de termen endotherm (warmte komt van binnenuit) en exotherm gebruikt (warmte komt van buitenaf). Er zijn echter vele uitzonderingen en zelfs combinaties van warmbloedige en koudbloedige kenmerken, zodat deze twee termen de lading niet dekken, en tegenwoordig slechts gezien worden als de twee extreme uitersten van thermoregulatie naast tussenvormen als heterotherm. Heterotherm betekent dat een organisme zijn metabolisme tijdelijk, vaak weken tot maanden, op een lagere stand kan zetten, waardoor niet meer gegeten of gedronken hoeft te worden en de lichaamstemperatuur iets daalt. Dit komt voor bij dieren die een winterslaap houden, zoals de egel en vleermuizen.

## Koeling

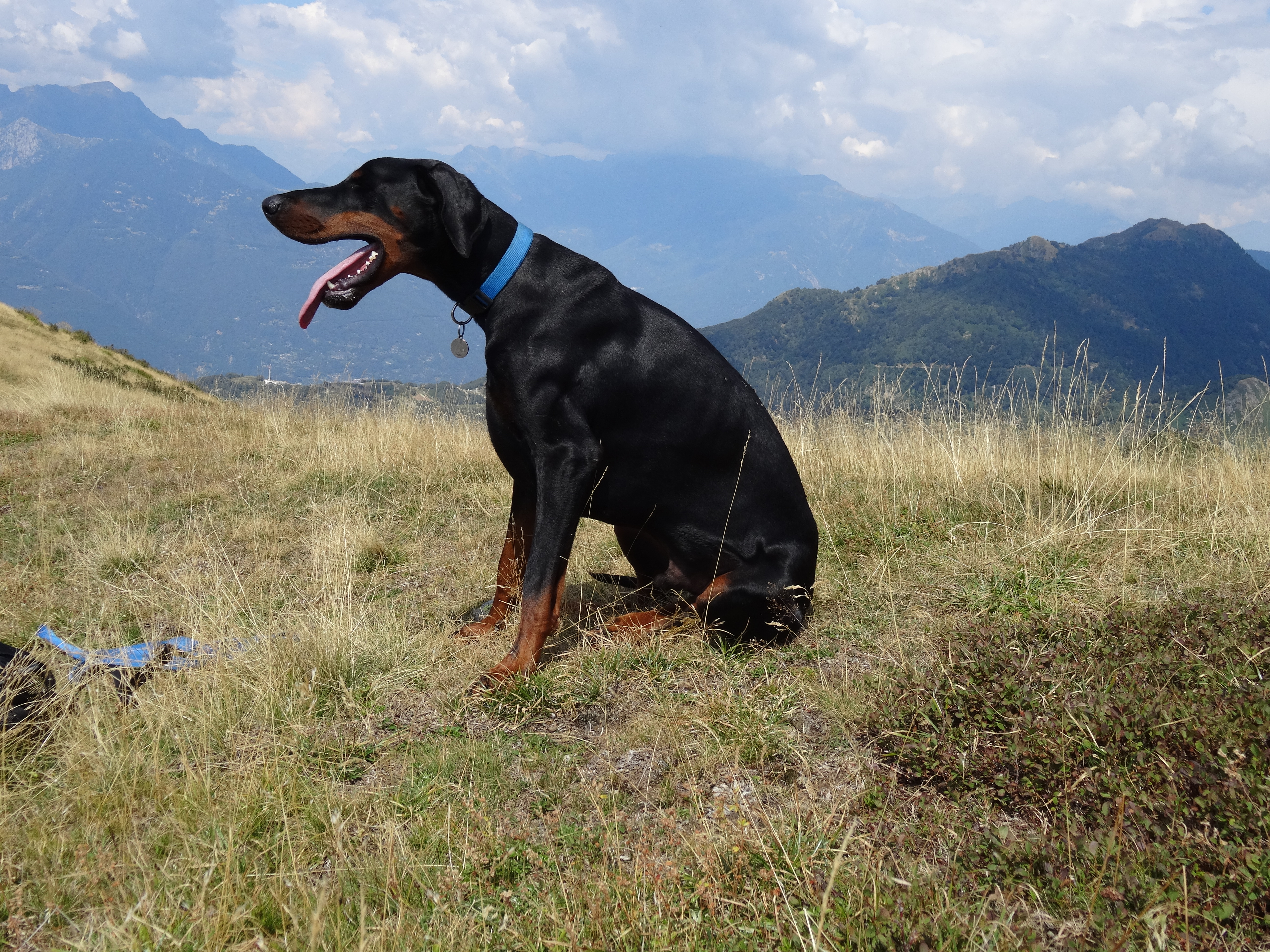
Een vacht kan een belemmering zijn om warmte te verliezen via zweten. Hijgen om af te koelen is een alternatief

Warmte kan afgevoerd worden door de niet-verdampende koelingsmethodes stroming, geleiding en vooral straling. Als de luchttemperatuur echter hoger ligt dan de lichaamstemperatuur, zorgen geleiding en straling echter juist voor een verhoging van de lichaamstemperatuur. Het rete mirabile in de halsslagader werkt volgens het tegenstroomprincipe als warmtewisselaar voor de hersenen en maakt het mogelijk om daar in die omstandigheden nog warmte af te voeren. Grote oren en slanke ledematen dragen daar ook aan bij en daarmee weet onder meer de Afrikaanse wilde hond veel van zijn warmte af te voeren via niet-verdampende koeling.
Verdampingskoeling werkt ook nog als de omgevingstemperatuur hoger ligt dan de lichaamstemperatuur en de meeste zoogdieren maken hier gebruik van. Daarbij kan weer onderscheid gemaakt worden tussen enerzijds hijgen waarbij warmte wordt afgevoerd via het ademhalingsoppervlak – neusslijmvlies, mondslijmvlies en tong – en anderzijds zweten waarbij warmte via het gehele lichaamsoppervlak wordt afgevoerd. De meeste middelgrote tot grote zoogdieren gebruiken hijgen om warmte af te voeren. Uitzonderingen zijn Hominidae, paarden en kamelen, terwijl zweten bij enkele holhoornigen en kangoeroes ook bijdraagt aan de thermoregulatie. De zweetklieren van varkens en enkele roofdieren lijken geen rol te spelen in de thermoregulatie. Knaagdieren, slurfdieren en haasachtigen hebben geen zweetklieren.
Hijgen kent enkele voordelen ten opzichte van zweten:
- de huid van zwetende dieren is koeler en daardoor is de warmteoverdracht groter. Als de luchttemperatuur hoger ligt dan de lichaamstemperatuur, nemen hijgende dieren tot twee maal minder warmte op
- hijgende dieren hebben door het kleinere oppervlakte weinig zoutverlies, terwijl zwetende dieren een groot zoutverlies kennen
- hijgen brengt geforceerde convectie met zich mee, onafhankelijk van wind en loopsnelheid

De voordelen van zweten zijn:
- door het grotere verdampingsoppervlak kan er veel meer verdamping en daarmee koeling optreden
- zweten is onafhankelijk van de ademhalingscyclus. Waar de ademhalingscyclus afhangt van de inspanning, is de noodzaak tot warmte-afvoer ook afhankelijk van de omgevingstemperatuur en de vochtigheid. Voor viervoetigen waarbij de ademhaling gekoppeld is aan het looptempo, is zweten daarmee beter te regelen dan hijgen

Zo kan de rode reuzenkangoeroe zowel hijgen, zweten als de vacht wassen met speeksel om af te koelen, maar gebruikt het tijdens inspanning alleen zweten.

## Zoogdieren en vogels

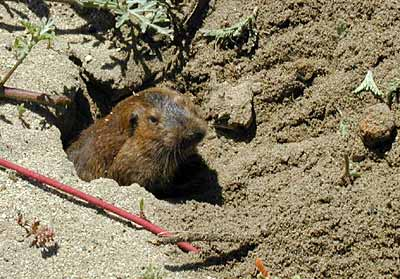
Veel knaagdieren, zoals de valleigoffer (Thomomys bottae) leven ondergronds in koele holen

Alleen zoogdieren en vogels zijn in beginsel endotherm, ze hebben een constante temperatuur en zijn hierdoor het hele jaar actief. Een nadeel is dat het dier dus ook het hele jaar voedsel moet zoeken, omdat de productie van warmte veel energie kost. Zoogdieren houden soms een winterslaap, maar vogels moeten wegtrekken als het te koud wordt. Alle zoogdieren en vogels hebben een isolerende vetlaag, een dikke huid en haren of veren om de warmte vast te houden.
De lichaamstemperatuur van de mens is niet overal in het lichaam gelijk; binnenin tussen de organen is deze 37 graden, maar in de ledematen of net onder de huid is de temperatuur aanzienlijk lager. Van groot belang is ook de omgevingstemperatuur, als deze rond de dertig graden is kan het lichaam de warmte moeilijker afgeven dan wanneer het 20 graden is. Om te voorkomen dat de organen warmer dan 37 graden worden, wordt bij een hogere temperatuur de extra warmte verspreid over het lichaam. Hierdoor stijgt de lichaamstemperatuur in de ledematen en net onder de huid, de temperatuur blijft binnen in het lichaam 37 graden. Bij zoogdieren als de mens is aangetoond dat tijdens de slaap de lichaamstemperatuur iets daalt, deze stijgt weer als men wakker is.
Om af te koelen hebben sommige zoogdieren zweetklieren om middels transpiratie warmte kwijt te raken. Ook hebben zoogdieren lange en goed doorbloede ledematen om de warmte efficiënter af te geven. Het bekende kippenvel is eveneens een vorm van thermoregulatie; door kleine spiertjes aan te trekken (arrector pili bij zoogdieren) gaan de haren of veren van de huid rechter overeind staan en wordt warmte beter vastgehouden. Vogels hebben geen zweetklieren, en geven warmte af aan de lucht door de ademhaling te versnellen. Sommige soorten zijn nacht- of schemeractief, of leven in holen om de hitte te ontwijken. Andere zijn in staat om af te koelen via de cloaca. Vogels, die grote afstanden kunnen vliegen, overwinteren in warmere streken.

## Andere dieren

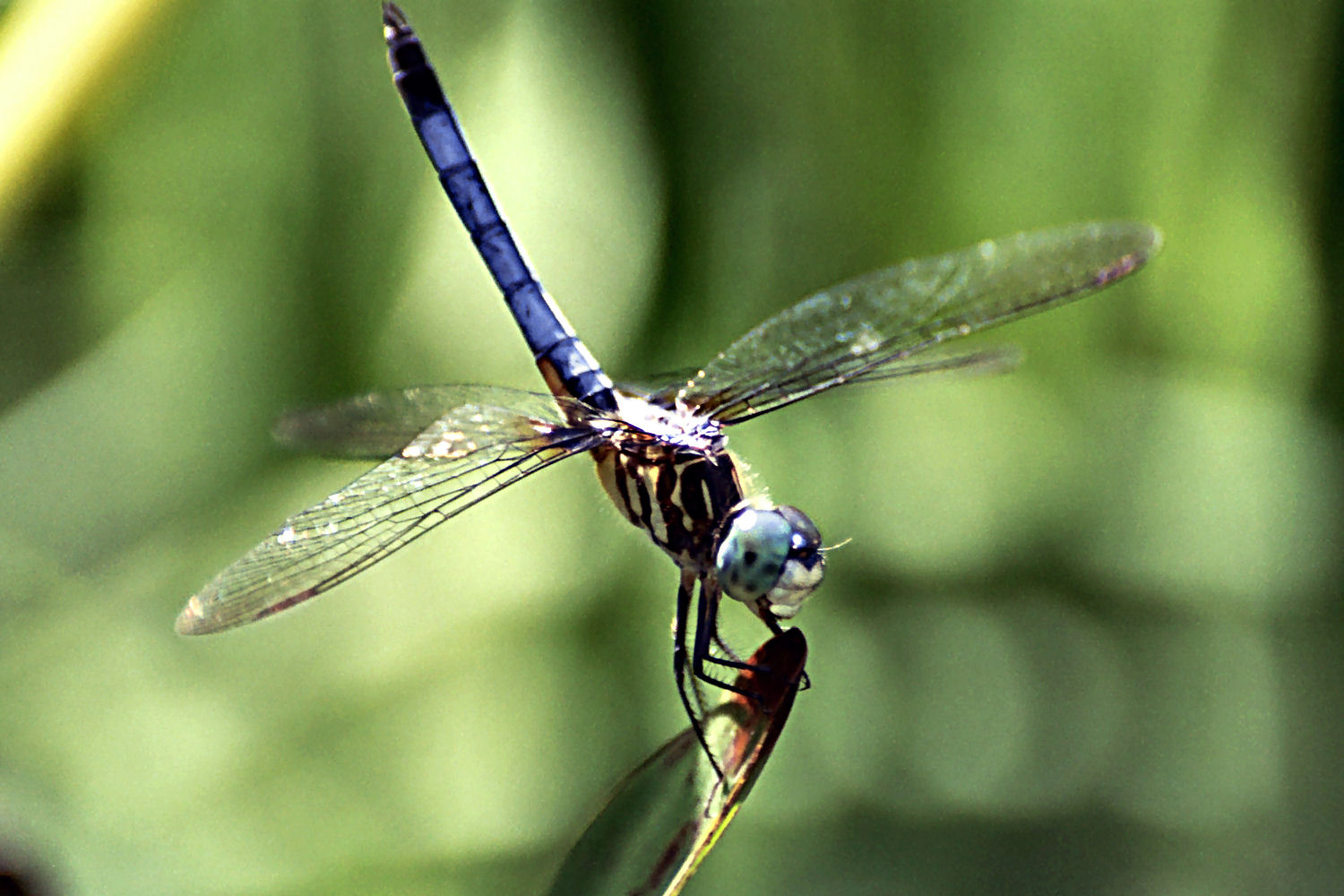
Een libel in een typische houding als het dier het warm heeft

Bij alle andere dieren, zoals vissen, geleedpotigen, reptielen en amfibieën, is de lichaamstemperatuur afhankelijk van de omgeving. Dit heeft als nadeel dat het dier alleen actief is als de temperatuur hoog genoeg is. Als dat niet het geval is moet het dier schuilen omdat het te traag is om te jagen of te vluchten. Veel van deze soorten hebben een grotere temperatuurstolerantie, maar zeker niet allemaal, vooral bij de vissen zijn de soorten sterk afhankelijk van een bepaalde temperatuur. Net als warmbloedige dieren kunnen ze bij een relatief kleine afwijking van een paar graden in de lichaamstemperatuur vaak niet goed meer functioneren. Koudbloedigen echter warmen op en koelen af, en omdat veel soorten sneller zijn bij een hogere temperatuur, kennen ze vele trucjes om sneller warmte op te nemen, dan wel af te geven.
Op het land levende geleedpotigen als insecten gebruiken vaak de lichaamsdelen zoals de vleugels als zonnepanelen, bijvoorbeeld vlinders en libellen. Deze laatste orde kent nog wel meer aanpassingen, zoals het afplatten van het achterlijf om een groter oppervlak te verkrijgen. Als het te warm wordt kan de libel zijn lichaam in een soort obelisk-achtige houding manoeuvreren, zodat minder warmte wordt opgenomen. Bovendien zit de libel in deze houding in zijn eigen schaduw. Van cicaden is bekend dat ze zweetkliertjes hebben om zo de vleugels af te koelen.

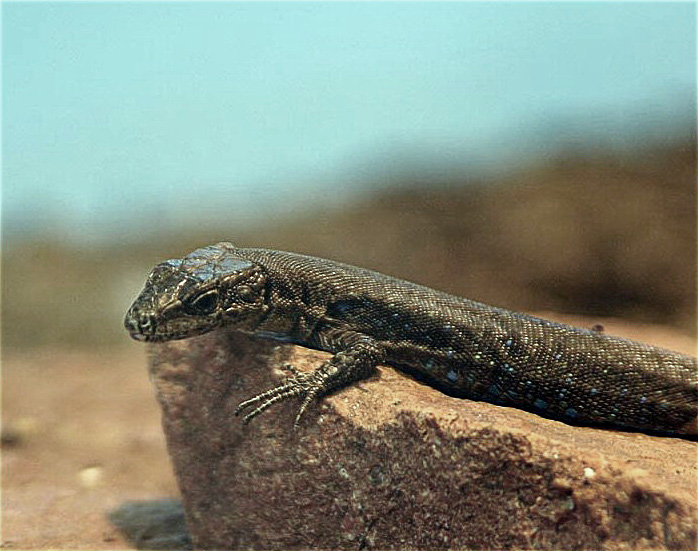
Een zonnende hagedis

Reptielen kunnen niet zweten, in tegenstelling tot amfibieën, die juist veel vocht verliezen door verdamping door de huid. Hierdoor zijn ze zeer gevoelig voor uitdroging en een hogere temperatuur versnelt dit proces. Krokodilachtigen sperren de bek open als ze het warm hebben om zo warmte te verliezen door de verdamping uit de grote bek.
Reptielen staan bekend als typisch koudbloedig, maar er zijn wel enkele uitzonderingen; de lederschildpad produceert warmte door de zwemspieren te bewegen, en aangezien de schildpad vrijwel altijd zwemt is de lichaamstemperatuur hierdoor hoger. De pythons zijn een groep van slangen die door de spieren te trillen warmte opwekken, dit wordt overigens alleen gebruikt om zo de eitjes uit te broeden.
Vrijwel alle reptielen warmen zich op in de zon, de meeste schildpadden verbreden de poten en draaien de nek om zo een groter lichaamsoppervlak te creëren, hagedissen maken hiertoe de buik plat. Ook kleuren van reptielen spelen een rol; een donkere kleur neemt meer warmte op dan een lichte kleur, woestijnbewoners zijn dan ook meestal licht gekleurd, soorten die in (koelere) bergstreken leven zijn soms zwart van kleur voor een betere warmte-opname. Dit wordt ook wel melanisme genoemd.

### Galerij: thermografische afbeeldingen van dieren

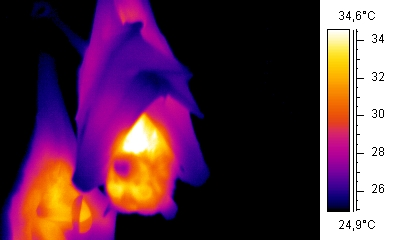
De vleugels van een vleermuis werken als tent en houden de warmte vast.
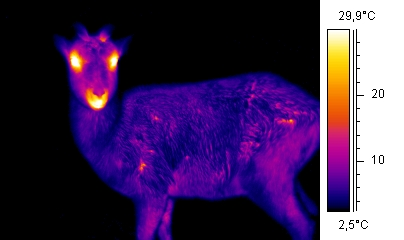
Een hert is goed geïsoleerd en geeft weinig warmte af.
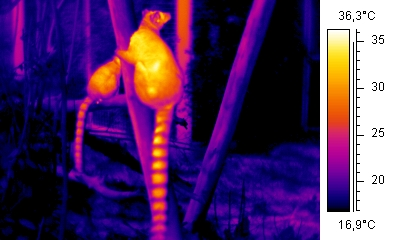
De zwart-witte ringstaartmaki, zwart is hier licht gekleurd omdat het meer warmte uitstraalt.
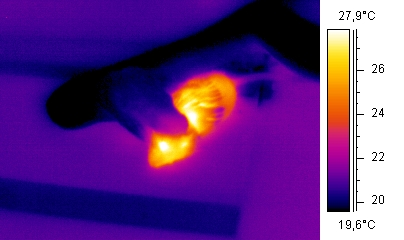
De koudbloedige (blauwe) slang eet een warmbloedige (oranje) muis.